# Dermatodothella multiseptata
Dermatodothella multiseptata är en svampart som beskrevs av Viégas 1944. Dermatodothella multiseptata ingår i släktet Dermatodothella, klassen Dothideomycetes, divisionen sporsäcksvampar och riket svampar.   Inga underarter finns listade i Catalogue of Life.